# Васильевка (Новоузенский район)
Васильевка — посёлок в Новоузенском районе Саратовской области России. Входит в состав Дмитриевского муниципального образования.

## История
Посёлок Васильевка был основан в 1932 году.

## География
Посёлок находится в юго-восточной части Саратовской области, на восточном берегу пруда Солянка, на расстоянии примерно 19 километров (по прямой) к северо-западу от города Новоузенск, административного центра района. Абсолютная высота — 30 метров над уровнем моря.

## Население
| 2010 |
| ---- |
| 10   |

Гендерный состав
По данным Всероссийской переписи населения 2010 года в гендерной структуре населения мужчины составляли 50 %, женщины — соответственно также 50 %.
Национальный состав
Согласно результатам переписи 2002 года, в национальной структуре населения казахи составляли 86 % из 29 чел.